# Jerzy Trzebiński
Jerzy Stefan Trzebiński (ur. 20 listopada 1946) − polski psycholog, profesor nauk humanistycznych, wieloletni pracownik naukowy Wydziału Psychologii Uniwersytetu Warszawskiego. Obecnie pracownik SWPS. Zajmuje się poznawczą psychologią społeczną, psychologią narracji oraz psychologią twórczości.

## Kariera naukowa
Studia wyższe z zakresu socjologii ukończył w 1969 roku na Uniwersytecie Warszawskim. W roku 1973 uzyskał stopień doktora nauk humanistycznych w zakresie psychologii ze specjalnością psychologia osobowości na Wydziale Psychologii UW. Promotorem pracy doktorskiej był Janusz Reykowski. Na tej samej uczelni w 1981 roku uzyskał stopień doktora habilitowanego. W roku 1996 uzyskał tytuł naukowy profesora nauk humanistycznych.
Otrzymał kilka nagród Rektora UW oraz Nagrodę MEN za książkę Twórczość a struktura pojęć.

## Wybrane publikacje
- Trzebiński J. (1980). Twórczość a struktura pojęć.
- Trzebiński J. (1985). Rola schematów poznawczych i skryptów w psychologii społecznej. [w:] M. Lewicka i J. Trzebiński (red.) Psychologia spostrzegania społecznego. W-wa KiW
- Trzebiński J. (1994). The role of goal in representation of social knowledge. [w:] Pervin (red.) Goal concept in personality and social psychology.
- Trzebiński J. (1994). Narracyjna struktura wiedzy potocznej.
- Trzebiński J. (1995). Self narratives, understanding and action.[3]